# Ashmont (Metro de Boston)
Ashmont  es una estación terminal en la línea Roja y la línea de Alta Velocidad Ashmont–Mattapan del Metro de Boston. La estación se encuentra localizada en 1900 Dorchester Avenue y 200 Ashmont Street en Boston, Massachusetts. La estación Ashmont fue inaugurada el 1 de septiembre de 1928. La Autoridad de Transporte de la Bahía de Massachusetts es la encargada por el mantenimiento y administración de la estación.

## Descripción
La estación Ashmont cuenta con 2 plataformas laterales (línea Roja), 1 plataforma lateral (Ashmont-Mattapan) y 2 vías. La estación también cuenta con 100 de espacios de aparcamiento.

## Conexiones
La estación es abastecida por las siguientes conexiones: 
- Rutas de autobuses: 18, 21, 22, 23, 24, 26, 27, 215, 217, 240